# حمیدرضا ترکاشوند
حمیدرضا ترکاشوند (با نام هنری تُرکاش) خواننده و آهنگساز اهل ایران است.
ترکاشوند چندین تک‌آهنگ منتشر کرده و آهنگ تیتراژ چند سریال و فیلم را نیز خوانده است. وی در ۳ فصل از عصر جدید مربی شرکت‌کنندگان در زمینهٔ موسیقی و خوانندگی بوده است.

## زندگی هنری
ترکاشوند از سال ۱۳۹۰ وارد صداوسیما شد. وی چندین تک‌آهنگ منتشر کرده و آهنگ تیتراژ چند سریال و فیلم را نیز خوانده است.
او علاوه بر خوانندگی، در بازیگری تئاتر فعالیت کرده است. نمایش «۶۵۷» به نویسندگی محمد چرم‌شیر، کارگردانی شهرام گیل‌آبادی و سیما تیرانداز و امیر عظیمی که در سالن سمندریان تماشاخانه ایرانشهر اجرا شد، نمایش «عاشقانه‌ها» (۱۴۰۱) به نویسندگی محمد چرم‌شیر و بهمن عباس‌پور و کارگردانی شهرام گیل‌آبادی که در پردیس تئاتر شهرزاد اجرا شد، و پروژه نمایشی «کوچه عاشقی» (۱۴۰۳) به کارگردانی سید جلال الدین دری که در کاخ‌موزه سعدآباد اجرا شد، از جمله فعالیت‌های ترکاشوند در عرضه بازیگری تئاتر است. در یکی از اجراهای نمایش «کوچه عاشقی» ترکاشوند از روی سن تئاتر افتاد و بر اثر ضربه به سرش، از هوش رفت و دچار خونریزی شد.
ترکاشوند در ۳ فصل از عصر جدید مربی شرکت‌کنندگان در زمینهٔ موسیقی و خوانندگی بوده است. حضور وی در نقش مربی در عصر جدید با حاشیه‌هایی همراه بوده است.

## آثار و فعالیت‌ها

### تک‌آهنگ‌ها
| عنوان                  | ناشر                      | سال انتشار | منبع   |
| ---------------------- | ------------------------- | ---------- | ------ |
| آوار خیال              | جوان رکورد                | ۱۴۰۰       | [ ۱۵ ] |
| فریاد جهان             | مؤسسه خورشید صدا و موسیقی | ۱۴۰۰       | [ ۱۶ ] |
| شیدایی                 |                           | ۱۴۰۳       | [ ۱۷ ] |
| به‌خدا                  |                           | ۱۴۰۳       | [ ۱۸ ] |
| عبور                   |                           | ۱۳۹۶       | [ ۱۹ ] |
| سفر                    |                           | ۱۴۰۰       | [ ۲۰ ] |
| کوچه عاشقی             |                           | ۱۴۰۲       | [ ۲۱ ] |
| آهو                    |                           | ۱۴۰۲       | [ ۲۲ ] |
| ساعت ۲۵                |                           | ۱۳۹۸       | [ ۲۳ ] |
| جان خستگان             |                           | ۱۴۰۰       | [ ۲۴ ] |
| این حسین کیست؟         | چندرسانه‌ای رادیو آوا      | ۱۴۰۱       | [ ۲۵ ] |
| جاده ابریشم            |                           | ۱۴۰۲       | [ ۲۶ ] |
| کام عطش                | چندرسانه‌ای رادیو آوا      | ۱۴۰۲       | [ ۲۷ ] |
| ویرانه تنهایی          | مؤسسه خورشید صدا و موسیقی | ۱۴۰۳       | [ ۲۸ ] |
| نوکوب (با گروه دارکوب) | آوای هنر                  | ۱۳۹۴       | [ ۲۹ ] |
| سوز عشق                |                           | ۱۴۰۴       | [ ۳۰ ] |

### ترانه تیتراژ مجموعه‌های تلویزیونی
| عنوان          | کارگردان       | پخش‌کننده   | سال انتشار | منبع   |
| -------------- | -------------- | ---------- | ---------- | ------ |
| بازیمون        | عباس اختری     | شبکه سه    | ۱۴۰۱       | [ ۳۱ ] |
| باخانمان       | برزو نیک نژاد  | شبکه سه    | ۱۳۹۹       | [ ۳۲ ] |
| مرضیه          | فلورا سام      | شبکه دو    | ۱۳۹۸       | [ ۳۳ ] |
| دست فرمون      | مسعود صنم      | شبکه نسیم  | ۱۳۹۸       | [ ۳۴ ] |
| زندگی از نو    | علی محمد قاسمی | شبکه تهران | ۱۳۹۷       | [ ۳۵ ] |
| پایتخت (فصل ۵) | سیروس مقدم     | شبکه یک    | ۱۳۹۷       | [ ۳۶ ] |
| سفر در خانه    | بهمن گودرزی    | شبکه نسیم  | ۱۳۹۶       | [ ۳۷ ] |
| چک برگشتی      | سیروس مقدم     | شبکه یک    | ۱۳۹۱       | [ ۳۸ ] |
| زعفرانی        | حامد محمدی     | شبکه دو    | ۱۳۹۵       | [ ۳۹ ] |
| بوی باران      | محمود معظمی    | شبکه یک    | ۱۳۹۲       | [ ۴۰ ] |
| ناز و نیاز     | فلورا سام      | شبکه یک    | ۱۳۹۰       | [ ۴۱ ] |
| سه در چهار     | مجید صالحی     | شبکه یک    | ۱۳۸۷       | [ ۴۲ ] |

### تئاتر
| عنوان             | کارگردان       | نقش              | سال  | منبع   |
| ----------------- | -------------- | ---------------- | ---- | ------ |
| باغ دلگشا         | پری صابری      | خواننده          | ۱۳۹۳ | [ ۴۳ ] |
| شمس پرنده         | پری صابری      | خواننده          | ۱۳۹۵ | [ ۴۴ ] |
| کوروش             | پری صابری      | خواننده          | ۱۳۹۶ | [ ۴۵ ] |
| زندگی کارگری زنان | الهام شعبانی   | خواننده          | ۱۴۰۱ | [ ۴۶ ] |
| عاشقانه‌ها         | شهرام گیل‌آبادی | بازیگر           | ۱۴۰۲ | [ ۴۷ ] |
| ۶۵۷               | شهرام گیل‌آبادی | بازیگر           | ۱۴۰۲ | [ ۴۸ ] |
| کوچه عاشقی        | شهرام گیل‌آبادی | بازیگر و خواننده | ۱۴۰۳ | [ ۴۹ ] |

### فیلم کوتاه
| عنوان     | کارگردان      | نقش    | سال انتشار | منبع          |
| --------- | ------------- | ------ | ---------- | ------------- |
| شونهٔ جاده | بردیا قاسمعلی | بازیگر | ۱۴۰۲       | [ ۵۰ ] [ ۵۱ ] |

### نماهنگ
| عنوان            | ناشر                                | سال  | منبع                 |
| ---------------- | ----------------------------------- | ---- | -------------------- |
| شبانه‌ها          | شبکه لرستان، تلوبیون                | ۱۳۹۹ | [ ۵۲ ]               |
| عبور             | برنامه هفت آوا، شبکه نسیم، تلوبیون  | ۱۴۰۱ | [ ۵۳ ]               |
| مارا ببین        | شبکه سه، تلوبیون                    | ۱۳۹۹ | [ ۵۴ ]               |
| جان جهان         | شبکه سه، تلوبیون                    | ۱۳۹۹ | [ ۵۵ ]               |
| زمین مست         | شبکه نسیم، تلوبیون                  | ۱۴۰۱ | [ ۵۶ ]               |
| تمنا             | شبکه شما، برنامه هفت ترانه، تلوبیون | ۱۴۰۱ | [ ۵۷ ]               |
| هروله            | شبکه مستند، تلوبیون                 | ۱۴۰۰ | [ ۵۸ ]               |
| دکلمه ما         | شبکه یک، تلوبیون                    | ۱۳۹۹ | [ ۵۹ ]               |
| رضای من رضای عشق | شبکه شما، تلوبیون                   | ۱۴۰۰ | [ ۶۰ ]               |
| بوی باران        | شبکه تهران، تلوبیون                 | ۱۳۹۴ | [ ۶۱ ]               |
| باخانمان         | شبکه شما، تلوبیون                   | ۱۴۰۱ | [ ۶۲ ]               |
| مناجات           | شبکه شما، آپارات                    | ۱۳۹۷ | [ ۶۳ ]               |
| حرم آنجاست       | شبکه سه، تلوبیون                    | ۱۴۰۰ | [ ۶۴ ]               |
| یاس سپید         |                                     | ۱۴۰۲ | [ ۶۵ ] [ ۶۶ ] [ ۶۷ ] |

### اجرای زنده تلویزیونی
| عنوان برنامه | پخش‌کننده            | سال  | منبع   |
| ------------ | ------------------- | ---- | ------ |
| خندوانه      | شبکه نسیم - تلوبیون | ۱۴۰۰ | [ ۶۸ ] |

## دیدگاه‌ها
ترکاشوند، از منتقدان موسیقی پاپ ایرانی است و آن را «فست‌فودی» توصیف کرده است. او معتقد است که خواننده‌های موسیقی پاپ ایرانی دچار توهم و خودبزرگ‌بینی هستند و در عین حال، به تقلید از خوانندگان دیگر می‌پردازند و صدای تازه‌ای ندارند.
ترکاشوند، صداوسیما را مهم‌ترین رسانه برای حمایت از موسیقی نواحی نامیده است، که می‌تواند باعث شناساندن خوانندگان موسیقی نواحی به جامعه شود.
ترکاشوند، تیتراژ اولیه پایتخت را خواندم ولی محسن تنابنده هر کاری کرد تا اسم مرا حذف کند!
ترکاشوند، از مهران مدیری گلایه دارد که با وجود گرفتن مجوز صدای او را حذف کرده و خودش به‌جای او خوانده است.